# Уэбб, Чарльз Меер
Чарльз Меер Уэбб (нем. Charles Meer Webb; 16 июля 1830, Лондон — 9 декабря 1895, Дюссельдорф, Пруссия) — художник-жанрист, работавший в Германии.

## Биография
Родился в 1830 году в Великобритании, в городе Слау. Изучал живопись в Бельгии и Нидерландах в Академиях художеств Амстердама и Антверпена (Антверпенская королевская академия). В 1848—1851 годах учился в Дюссельдорфской академии художеств, где его учителем был Карл Фердинанд Зон. В 1851 году дополнительно брал частные уроки у Вильгельма Кампгаузена.
После окончания обучения остался в Дюссельдорфе. Писал камерные жанровые сцены, как в современных ему, так и в исторических декорациях. Состоял в объединении дюссельдорфских художников «Малькастен». Некоторое время проживал в Клеве, после чего вернулся в Дюссельдорф.
Скончался в 1895 году в Дюссельдорфе.

## Галерея
- Визит к адвокату
- Адвокатская контора
- Шахматная партия
- Увлекательная брошюра
- Подготовка к празднику
- Доброе вино